# Więcej nie wyszło
Więcej nie wyszło – standardowa formułka stosowana w bibliografiach, a także spisach antykwarycznych, katalogach bibliotekarskich itp. przy wydawnictwach pozornie niekompletnych, które po zbadaniu okazują się jednak całościami wydawniczymi. Mogą to być np. serie wydawnicze z zapowiedzianymi, jednak ostatecznie niewydanymi niektórymi tomami lub wielotomowe wydawnictwa zwarte, których edycję definitywnie przerwano (przedwcześnie lub po wyczerpaniu, lub ustaniu tematu).
Jest to adnotacja w jedynym brzmieniu i powszechnie stosowana zarówno w pracach specjalistycznych, jak i każdej innej bibliografii (o ile zachodzi potrzeba jej użycia).